# Harmony and Destruction
Harmony and Destruction is het vijfde solo-album van Adrian Borland. Het werd uitgebracht in 2002, drie jaar na Borlands dood. Het is het tweede album in een reeks albums die na zijn dood werden uitgebracht. In tegenstelling tot de voorganger, Last Days Of The Rain Machine, wilde Borland dit album ook echt zelf uitbrengen. Borland beschouwde het album als een mogelijke comeback en was erg trots op de nummers die erop staan. De opnames dateren uit 1999, in de laatste weken van Borlands leven.  Het album was ten tijde van Borlands dood bijna af: alleen sommige achtergrondzangpartijen ontbreken. Omdat het album dus nog niet helemaal afwas toen Borland doodging kreeg het de bijnaam :The Unfinished Journey. Het album bevat rocknummers, maar ook zeer droevige nummers die Borlands depressie in die tijd goed beschrijven. Ook bij dit album zorgde Robert Borland ervoor dat het uitgebracht werd.

## Hoes
De hoes toont een blauwe vlinder die op een bloem gaat zitten, op een grijze achtergrond.

## Muzikanten
- Adrian Borland - Zang, elektrische/akoestische gitaren, keyboards.
- Pat Rowles - Basgitaar, achtergrondzang.
- John Miracle - Drums, percussie
- Ollie Langford - Viool op Solar en Forever From Here
- Sian Allen - Trompet op Solar
- Eddie Dudzik - Akoestische gitaar op Living On The Edge Of God

## Tracklisting
Alle nummers zijn geschreven door Adrian Borland.
| Titel                              | Duur |
| ---------------------------------- | ---- |
| 1. Solar                           | 4:31 |
| 2. Angel Sulk                      | 5:14 |
| 3. Forever From Here               | 6:04 |
| 4. Scrapyard                       | 3:44 |
| 5. Startime                        | 3:05 |
| 6. Summer Wheels                   | 5:15 |
| 7. Destiny Stopped Screaming       | 4:47 |
| 8. Get Me A Witness                | 3:57 |
| 9. In The Field                    | 5:40 |
| 10. Heart Goes Down Like The Sun   | 4:06 |
| 11. Land Meets Ocean               | 3:33 |
| 12. Song Damn Song                 | 2:17 |
| 13. Last Train Out Of Shatterville | 3:10 |
| 14. Living On The Edge Of God      | 8:24 |

## Trivia
- In Solar zingt Borland until I saw the rays between the leaves, they fell with my birthdate: early December. Deze zin klopt echt: Adrian Borland werd op 6 december 1957 geboren.